# Bhishma Narain Singh
Bhishma Narain Singh (Hindi: भीष्म नारायण सिंह, Tamil: பீஷ்ம நாராயண் சிங்; * 13. Juli 1933 in Palamau, Bihar, Britisch-Indien; † 1. August 2018 in Neu-Delhi) war ein indischer Politiker des Indischen Nationalkongresses (INC), der zwischen 1976 und 1984 Mitglied der Rajya Sabha, des Oberhauses des Parlaments (Bhāratīya Sansad), sowie Unionsminister im Kabinett Indira Gandhi III war. Er war zudem Vizegouverneur und Gouverneur zahlreicher Bundesstaaten und Unionsterritorien.

## Leben
Bhishma Narain Singh, Sohn von Shri Radha Prasad Singh, absolvierte ein grundständiges Studium, welches er mit einem Bachelor of Arts (B.A.) beendete. Er begann seine politische Laufbahn im Bundesstaat Bihar und wurde 1967 erstmals Mitglied der dortigen Legislativversammlung (Vidhan Sabha), der er nach seinen Wiederwahlen 1969 und 1972 bis 1976 angehörte. Er bekleidete unter den Chief Minister von Bihar Bhola Paswan Shastri (1971), Kedar Pandey (1972 bis 1973) und Abdul Ghafoor (1973 bis 1974) jeweils das Amt als Staatsminister in der Bundesstaatsregierung.
Am 3. April 1976 wurde er für den Indischen Nationalkongress erstmals Mitglied der Rajya Sabha, des Oberhauses des Parlaments (Bhāratīya Sansad), und vertrat in dieser nach seiner Wiederwahl am 3. April 1980 bis zum 15. April 1984 den Bundesstaat Bihar. Während dieser Zeit war er im Kabinett Indira Gandhi III war er vom 16. Januar bis zum 3. März 1980 zunächst Kommunikationsminister und zwischen dem 14. Januar 1980 und dem 14. Februar 1983 Minister für parlamentarische Angelegenheiten sowie zugleich vom 19. Oktober 1980 bis zum 14. Februar 1983 Minister für öffentliche Arbeiten und Wohnungsbau. Darüber hinaus fungierte er zwischen dem 29. Januar und dem 14. Februar 1983 noch kurzzeitig als Minister für zivile Versorgung.
Als Nachfolger von Tribeni Sahai Misra wurde Singh am 15. April 1984 Gouverneur von Assam und bekleidete dieses Amt bis zum 11. Mai 1989, woraufhin Harideo Joshi seine Nachfolge antrat. Zugleich übernahm er von Tribeni Sahai Misra am 15. April 1984 in Personalunion auch das Amt als Gouverneur von Meghalaya. Er hatte auch dieses bis zum 11. Mai 1989 inne und wurde auch dort von Harideo Joshi abgelöst. Während dieser Zeit löste er Kona Prabhakara Rao am 30. Mai 1985 auch als Gouverneur von Sikkim ab und übte diese Funktion bis zu seiner Ablösung durch T. V. Rajeswar am 20. November 1985 aus. Ferner übernahm er am 20. Februar 1987	den Posten als Gouverneur von Arunachal Pradesh, den er bis zum 18. März 1987 innehatte und daraufhin von Ramchandra Dattatraya Pradhan abgelöst wurde.
Am 15. Februar 1991 löste Bhishma Narain Singh Surjit Singh Barnala als Gouverneur von Tamil Nadu ab und bekleidete das Amt bis zum 30. Mai 1993, woraufhin M. Chenna Reddy seine Nachfolge antrat. In dieser Zeit war er für Ranjit Singh Dayal zwischen dem 4. Juli und dem 13. August 1992 außerdem kurzzeitig Vizegouverneur der Andamanen und Nikobaren. Ferner fungierte er für Har Swarup Singh vom 24. März bis zum 24. April 1992 sowie erneut als Nachfolger von Har Swarup Singh zwischen dem 6. Februar und dem 30. Mai 1993 für kurze Zeit als Vizegouverneur von Puducherry, wobei M. Chenna Reddy am 31. Mai 1993 neuer Vizegouverneur wurde.
Aus seiner Ehe mit Ram Kumari Devi gingen zwei Söhne und zwei Töchter hervor.

## Veröffentlichung
- Addresses of Dr. Bhishma Narain Singh, Governor of Tamil Nadu, 1993